# أدب بوليفي

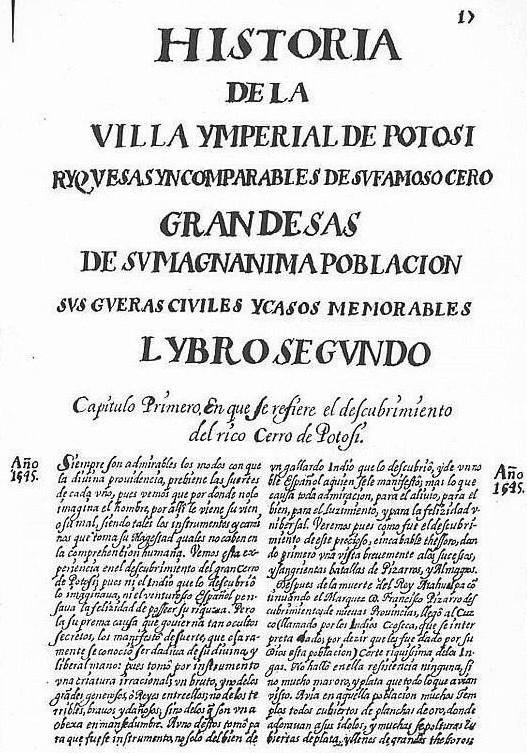

أدَّت الاضطرابات السياسية المستمرة التي مرَّت بها بوليفيا طوال تاريخها إلى تباطؤ تطورِ الأدب البوليفي؛ حيثُ كان على العديدِ من الكُتَّاب الهجرة إلى دولٍ أخرى أو تفضيلِ السكوت والابتعاد عن الكثير من القضايا خاصَّةً السياسية منها بسببِ النزاع الداخلي. في السنوات الأخيرة؛ عرفَ أدب بوليفيا بعض النموّ أو التطول إن صحَّ التعبير وذلك مع ظهور كُتَّابٍ جُددٍ أكملوا مسيرة آخرين أقدم مثل أديلا زاموديو و‌أوسكار الفارو و‌فرانز تامايو.
إنَّ ما يقربُ من نصفِ سكان بوليفيا يتحدثون لغات أصلية مثل الكِتشوا أو اللغة الأيمريّة أو الغوارانيّة؛ ولدى الشعوب الأصلية في بوليفيا تقاليد شفهية غنية على النحو المُعبَّرِ عنهُ في الخرافات والأساطير والقصص على الرغمِ من أن غالبيتها لم تُنقل كتابيًا.

## قائمة الكُتَّاب البارزين
من الكتاب البوليفيين البارزين:
- ناتانيال أغيير
- أوسكار ألفارو
- فيكتور هيجو أيفالو جوردن
- آلسيدس أرخويديس
- ألكيرا كاردونا
- أوسكار سيريتو
- أرماندو شيرفيشيس
- أدولفو كوستا دي ريلس
- جاري داهر كانيدو
- أنتونيو دياز فيلاميل
- خافيير ديل جراندو
- خوان بابلو بينييرا
- إنريكي فينوت
- ريكاردو جايمس فراير
- خيسوس لارا لارا
- خوان كلاوديو ليشين
- كارلوس ميديناكلي
- جيم ميندوزا
- فيكتور مونتويا
- جابرييل ريني مورينو
- جوستافو نافارو
- جوستافو أدولفو أوتيرو
- ناتاليا بالاسيوس
- مانييل ريجوبرتو باريديس
- ريناتو برادا أوروبيزا
- فوستو رياناغا
- جايمي ساينز
- بيدرو شيموز
- غاستون سواريز
- فرانز تامايو
- فيكتور هيجو فيزكارا
- أديلا زاموديو
- أوغستو سيسبيديس
- بلانكا وايذشاتر

## روايات
| 15 رواية |                         |           |                           |                        |              |
| N ° | الرواية                 | سنة النشر | المؤلِّف                    | مسقط رأس المؤلف        | عدد المؤيدين |
| 1 | خوان دي لا روزا         | 1885      | ناتانييل أغيري            | كوتشابامبا             | 43           |
| 2 | رازا دي برونس           | 1919      | ألسيديس أرخويداس          | لاباز                  | 36           |
| 3 | لا شاسناوي              | 1947      | كارلوس ميديناسيلي         | سوكري                  | 35           |
| 4 | لوس ديشبيتادوس          | 1959      | مارسيلو كيروغا سانتا كروز | كوتشابامبا             | 32           |
| 5 | ألوفيون دي فيجو         | 1935      | أوسكار سيروتو             | لاباز                  | 29           |
| 6 | ميتال ديل ديابلو        | 1946      | أوغستو سيسبيديس           | لاباز                  | 24           |
| 7-8 | ماتياس، إيل أبستول      | 1971      | خوليو دي لا فيغا          | سانتا كروز دي لا سييرا | 17           |
| 7-8 | مانشاي بويتو            | 1977      | نيستور تابوادا            | لاباز                  | 17           |
| 9-10 | فيليبي ديلجادو          | 1979      | جايمي سانز                | لاباز                  | 16           |
| 9-10 | تيراس هيشيزادس          | 1932      | أدولفو كوستا دو ريلس      | سوكري                  | 16           |
| 11-12 | لا ديفيريتورا دي روخاس  | 1909      | أرماندو تشيرفيش           | لاباز                  | 15           |
| 11-12 | تيرينيا                 | 1969      | خيسوس أورزاجاستي          | ياكويبا ، غران تشاكو   | 15           |
| 13 | لوس فاندادوريس ديل ألبا | 1969      | ريناتو برادا أوروبيزا     | لاباز                  | 13           |
| 14-15 | أون لاس تييرس دي بوتوسي | 1911      | خايمي ميندوزا جونزاليس    | سوكري                  | 11           |
| 14-15 | ياناكونا                | 1952      | خيسوس لارا                | مويلا ، كوتشابامبا     | 11           |
| المصدر: Las diez mejores novelas de la literatura boliviana ، encuesta de Carlos Mesa، Plural، La Paz، 2005 |                         |           |                           |                        |              |